# Eremitorio

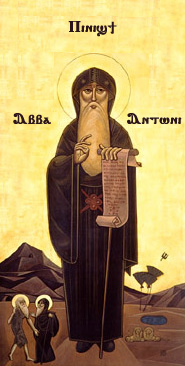
San Antonio Abad, fundador del movimiento eremítico.

Eremitorio es un término que ha sido empleado para hacer alusión al lugar al que se retira y donde realiza sus actividades el eremita. Una palabra relativa a la arquitectura religiosa que provendría de la palabra eremita («ermitaño»), a su vez del griego eremites, también se define como el «sitio en que hay una o varias ermitas». Un ejemplo antiguo de su uso se halla en «Del establecimiento de los primeros eremitorios, pretenden los antiguos cronicones arrancar la fundación de algunas iglesias de Galicia...». Pelayo Clairac señala como sus correspondientes en francés el de hermitage y en italiano eremo y romitaggio. Otra variante en castellano sería la de «ermitorio».  El término, íntimamente relacionado con el de ermita (más empleado hoy día para hacer referencia a un tipo específico de edificio), en la actualidad aparece en ocasiones vinculado a la palabra «rupestre».

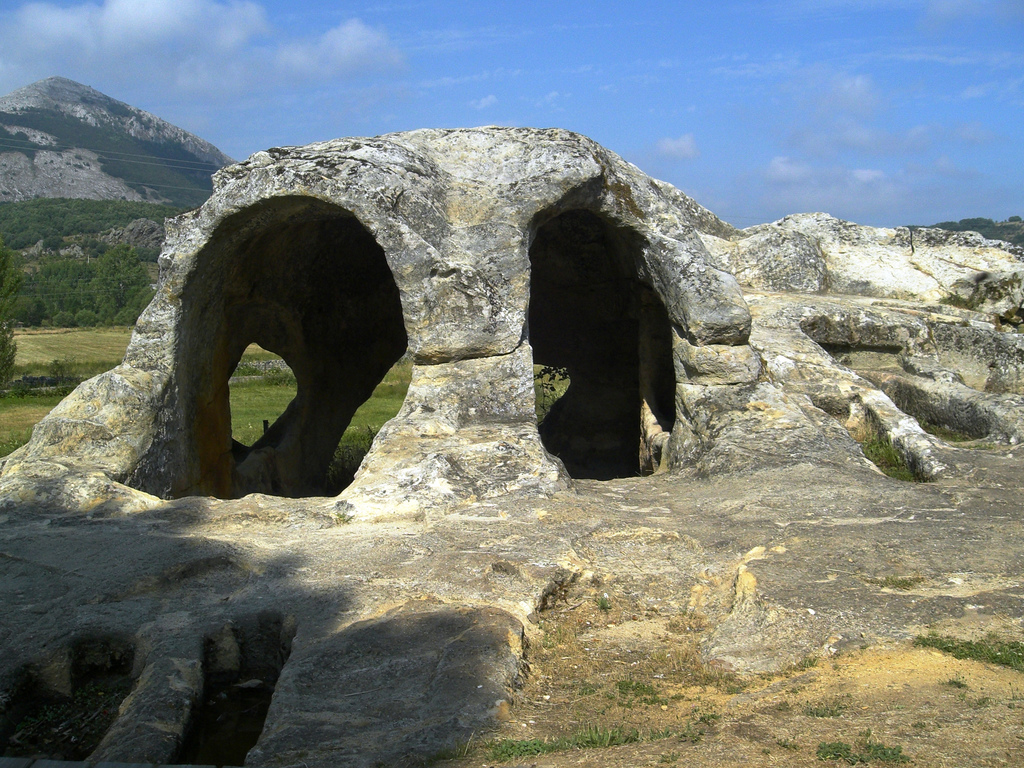
Eremitorio (Cervera de Pisuerga).
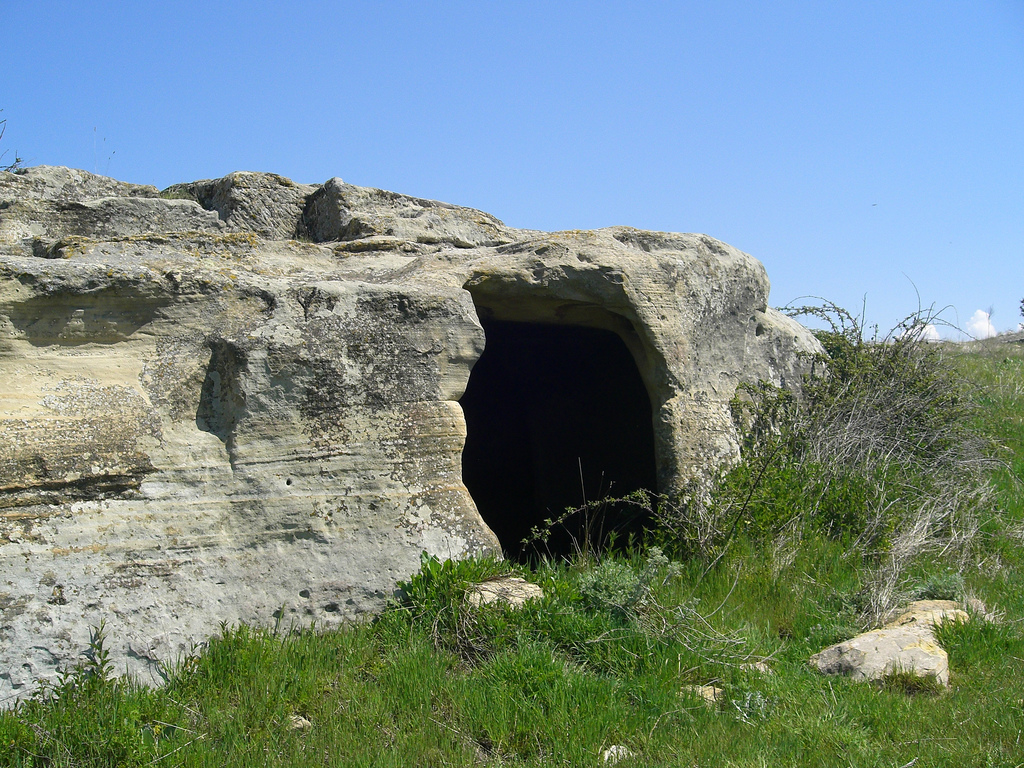
Eremitorio (Alcolea de las Peñas).
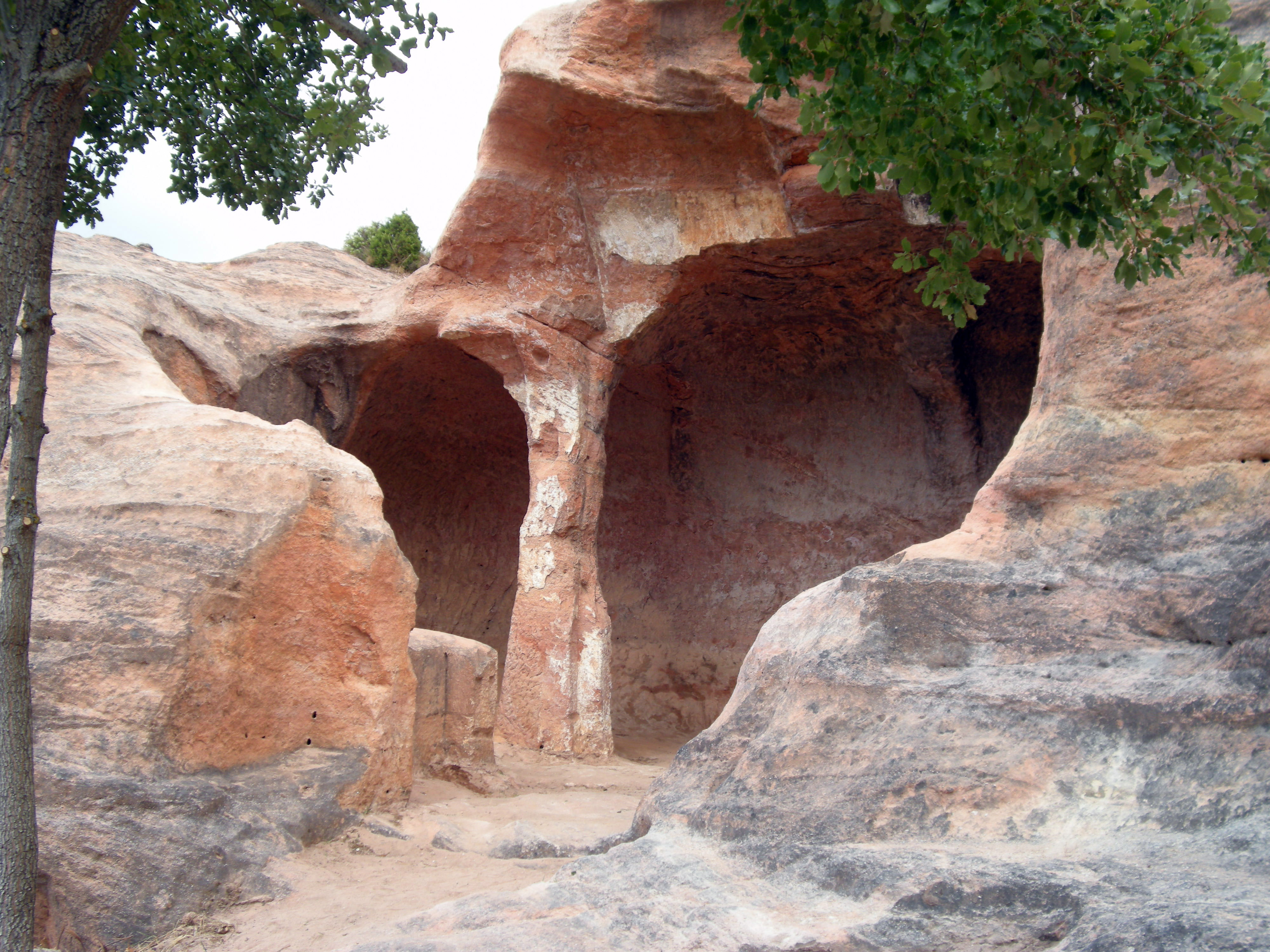
Eremitorio de San Pedro (Argés).
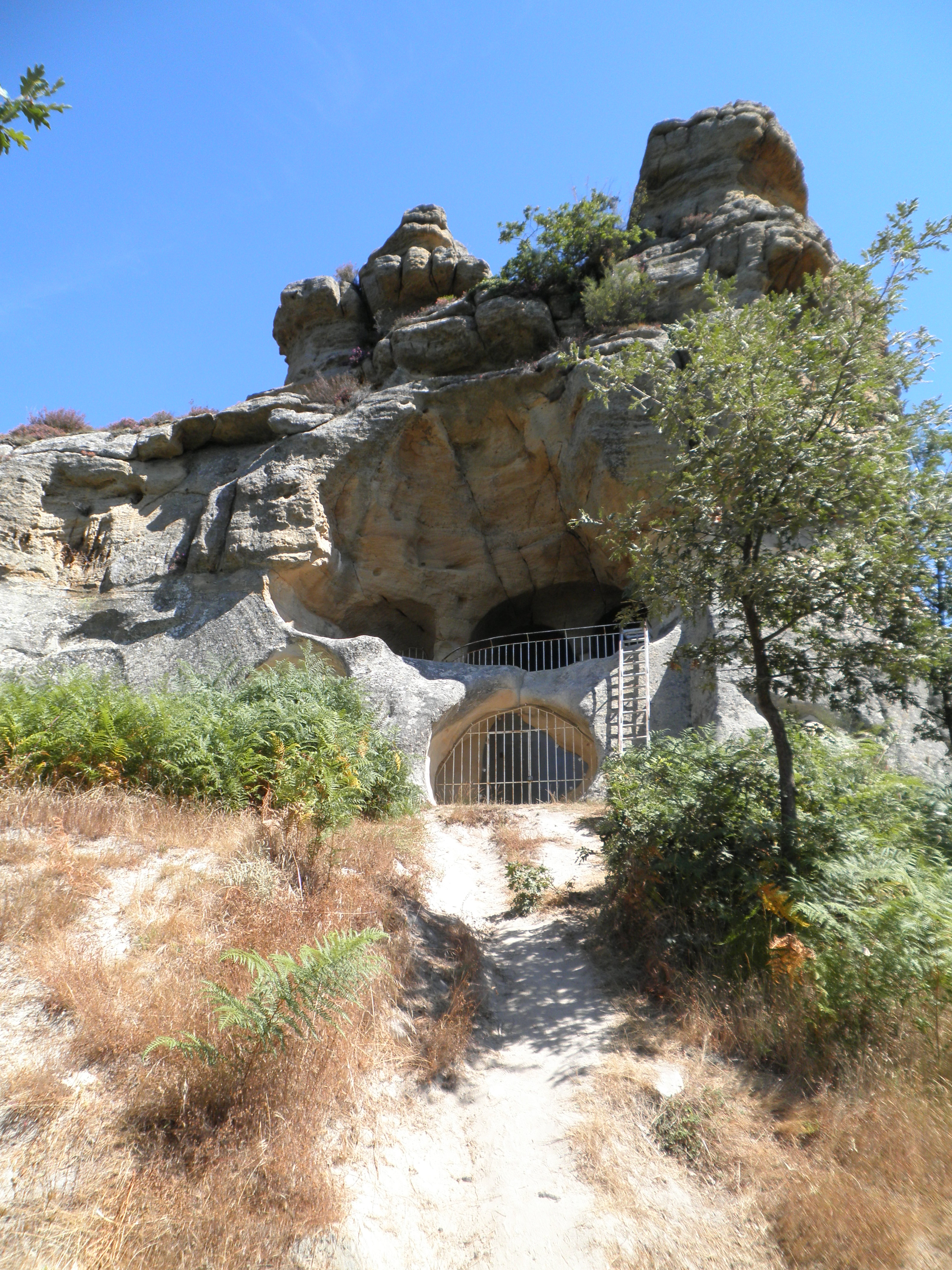
Eremitorio de San Miguel (Presillas).
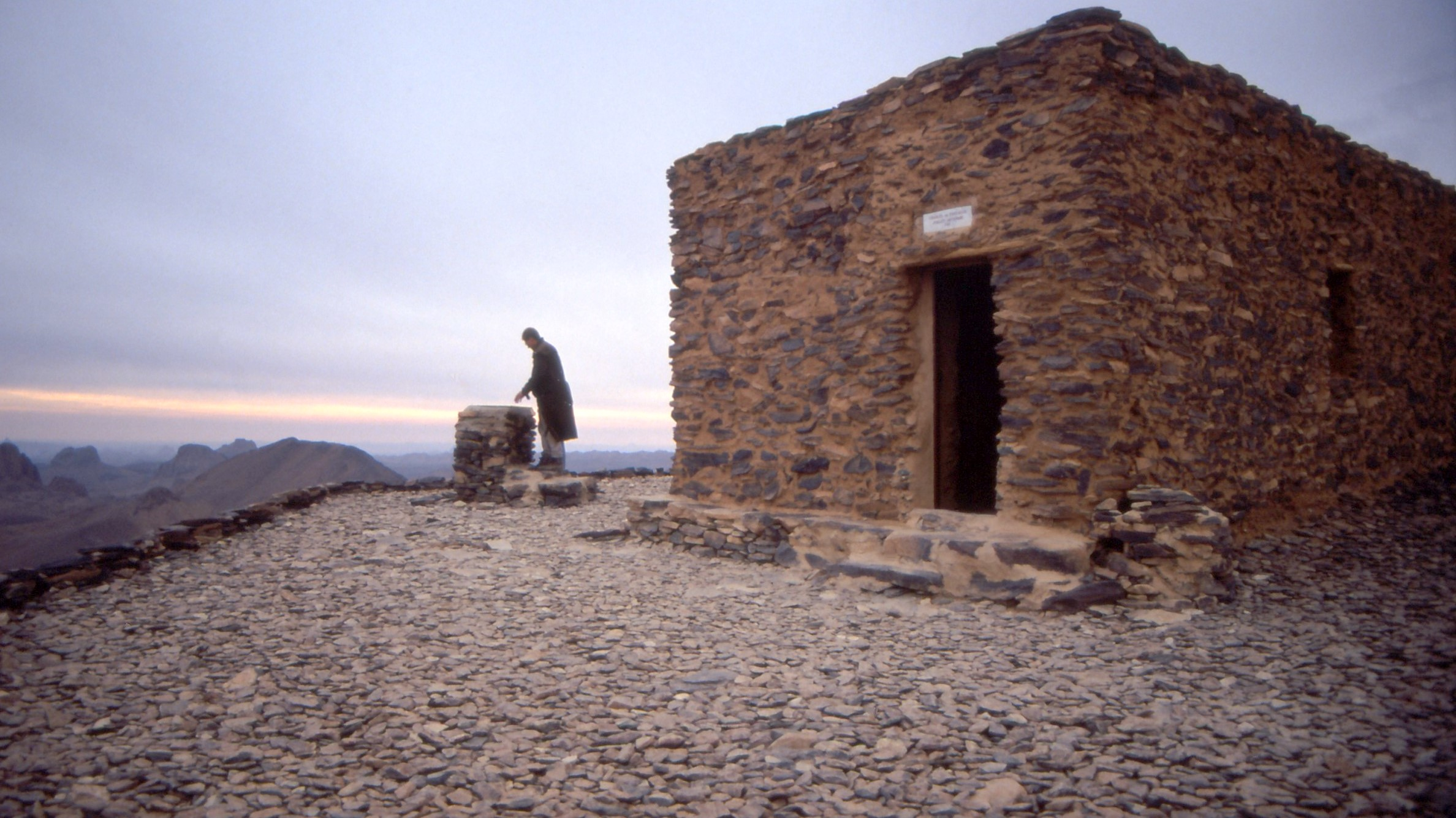
Ermita usada por el místico Charles de Foucauld en Ahaggar (Argelia).

## Enlaces externos

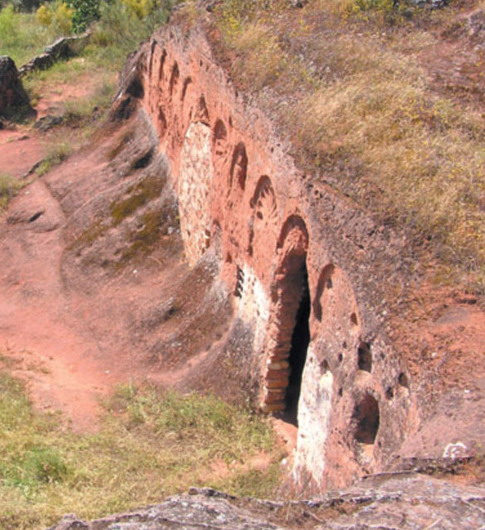
Eremitorio visigodo de Valdecanales en Rus (Jaén)